# Eumedonia grisea
Eumedonia grisea är en fjärilsart som beskrevs av Opheim 1945. Eumedonia grisea ingår i släktet Eumedonia och familjen juvelvingar. Inga underarter finns listade i Catalogue of Life.